# The Crystal Gazer (film 1917)
The Crystal Gazer è un film muto del 1917 diretto da George Melford (come George H. Melford).

## Trama
Alla notizia che il marito è stato condannato alla sedia elettrica, Rose Jorgensen si suicida, lasciando orfane le due figliolette, Rose e Norma. Il destino delle due bambine non può essere più diverso: Rose viene adottata da un giudice che la fa vivere nel lusso, mentre Norma è adottata da un vicino di casa dei Jorgensen, continuando a vivere poveramente nel suo quartiere popolare e squallido.
Ormai cresciuta, Norma viene notata da Calistro, un ipnotizzatore che la prende come soggetto dei suoi numeri. L'uomo, diventato alla moda, viene invitato dappertutto. Durante un ricevimento, incontra Rose, che somiglia come una goccia d'acqua a Norma. Scopre così il loro passato. Rose, temendo che Calistro riveli al fidanzato, il ricco Dick Alden, le sue vere origini, fugge a Bermuda, rompendo il fidanzamento. Dick, affascinato dalla somiglianza tra Norma e l'ex fidanzata, comincia a corteggiare la ragazza, offrendosi di sposarla. Quando, però, Rose ritorna, la sorella si rende conto che Dick è ancora innamorato di lei. E quando la casa in cui si trova Rose va a fuoco, Norma sacrifica la sua vita per salvare quella della sorella.

## Produzione
Il film fu prodotto dalla Jesse L. Lasky Feature Play Company.

## Distribuzione
Il copyright del film, richiesto dalla Jesse L. Lasky Feature Play Co., fu registrato il 9 luglio 1917 con il numero LP11065.
Distribuito dalla Paramount Pictures, il film uscì nelle sale statunitensi il 30 luglio 1917. In Francia, prese il titolo di Le Globe magique.
Non si conoscono copie ancora esistenti della pellicola che viene considerata presumibilmente perduta.